# 김옥숙
김옥숙(金玉淑, 1935년 9월 8일~)은 대한민국의 제13대 노태우 대통령의 배우자이다.

## 생애

### 초기 약력
1935년 9월 8일(음력 8월 11일), 경상북도 청송군 안덕면에서 아버지 김영한(金永漢)과 어머니 남양 홍씨 홍무경(洪戊庚) 사이의 3남 2녀 중 장녀로 태어났다.
고종 사촌 동생은 박철언(朴哲彦, 1942. 8. 5.) 정무부 장관이며, 이종 사촌 오빠는 금진호(琴震鎬, 1932. 1. 20. ~ 2024. 8. 21.) 상공부 장관이다. 김익동(金益東, 1930. 4. 27. ~ 2022. 5. 23.(향년 92세) 경북대학교 총장, 군사 정부 국회의원을 역임한 김복동(金復東, 1933. 3. 5. ~ 2000. 4. 19.(향년 67세)이 친오빠이다.
증조부 김광규(金光圭, 1845. 6. 21. ~ 1922. 5. 6.(향년 76세)는 경상도 안동대도호부(現 경상북도 안동시) 출신으로 1891년(대한제국 고종 28년) 증광시 진사시에 3등 138위로 입격했다.

### 중·후기 약력
경북여자고등학교를 졸업하고 경북대학교 사범대학 가정교육학에 진학하였다가 노병수(盧秉壽)의 아들 노태우와 결혼하고 그들의 집안인 교하 노씨(交河 盧氏) 집안으로 시집을 갔다.
취임 이후에도 언론 인터뷰도 거의 한 적이 없으며 복지기관 방문 등의 단독 일정도 무조건 비공개였다. 그래서인지 대통령 배우자 중에서 가장 겸손하였다.
잘 알려지지 않은 사실이지만 제6공화국 수립 이후인 1988년 5월 18일, 극비리에 광주 5.18 묘역을 찾아 참배를 했었다. 사망하는 순간까지 광주 시민을 유혈 진압한 사실을 인정하지 않은 전두환(全斗煥, 1930. 3. 6. ~ 2021. 11. 23.(향년 91세) 제11-12대 대통령과 그에 적극 동조하는 이순자와는 대비되는 부분이다.
남편 노태우(盧泰愚, 1932. 12. 4. ~ 2021. 10. 26.(향년 88세) 제13대 대통령의 퇴임 후에도 조용한 행보를 이어갔고, 특히 과거사에 대해 사과하는 모습을 보여 이 역시 전임 대통령 배우자였던 이순자와 대조적인 행보를 보였다. 다만 거동이 불편했기에 아들 노재헌을 통해 대신 사과의 뜻을 전했다. 2020년 5월 18일, 노재헌이 광주 망월동 5.18 구묘역의 이한열의 묘소를 찾았는데 김옥숙 여사의 이름으로 조화를 헌화하였다.
고르바초프 소련 대통령을 만나기는 했으나 국빈 방문에서만 있는 등 드러나지 않는 활동을 했다. 그럼에도 유일하게 어록이 없는 대통령 배우자로 기억될 만큼, 취임 초기부터 조심스러운 면모를 보였다.
영부인은 노태우 대통령과 마찬가지로 매스컴에 모습을 거의 보이지 않은 인물이기도 하다. 2002년, 남편이 암으로 투병 생활을 시작하게 되면서 그저 불편한 거동으로 남편을 극진히 간호하며 여생을 보냈다.
그렇게 2021년 10월 26일 남편이 먼저 세상을 떠났고 영부인은 남편의 장례 3일차에 비서들의 부축을 받으며 빈소에 모습을 드러냈다.
아들 노재헌(盧載憲)은 어머니께서 남편인 노태우 대통령과 마찬가지로 건강이 좋지 않아 병원을 왔다가다 하면서 살고 있었다고 증언하였다. 남편의 장례식 중에도 빈소에 상주하지 않고 연희동 자택과 병원을 왕래하였다.
2021년 10월 30일, 거행된 남편 노태우 대통령의 영결식에 휠체어를 타고 지팡이를 손에 쥔 모습으로 참석했고, 비서들의 부축을 받으며 헌화하였다. 영결식 직후 서울추모공원으로 이동하기 위해 타고 온 차로 이동하는 길에 영결식에 와 준 참석자들에게 겸손하게 손인사를 하였다.

## 학력
- 경북여자고등학교 졸업
- 경북대학교 가정교육학 학사

## 서훈 내역
- 1988년:  무궁화대훈장

## 가족 관계
- 부계(父系)

|              |              |              |              |              |              |  |  |                  |                  |                  |                  | 김영한 (金永漢) 1900~1980 | 김영한 (金永漢) 1900~1980 | 김영한 (金永漢) 1900~1980 | 김영한 (金永漢) 1900~1980 | 김영한 (金永漢) 1900~1980 | 김영한 (金永漢) 1900~1980 |                           |                           | 홍무경 1908~1997          | 홍무경 1908~1997          | 홍무경 1908~1997      | 홍무경 1908~1997      | 홍무경 1908~1997      | 홍무경 1908~1997      |                       |                       |                       |                       |                       |                       |                           |                           |                           |                           |                           |                           |                       |                       |                       |                       |              |              |              |              |  |  |                           |                           |                           |                           |                           |                           |
|              |              |              |              |              |              |  |  |                  |                  |                  |                  | 김영한 (金永漢) 1900~1980 | 김영한 (金永漢) 1900~1980 | 김영한 (金永漢) 1900~1980 | 김영한 (金永漢) 1900~1980 | 김영한 (金永漢) 1900~1980 | 김영한 (金永漢) 1900~1980 |                           |                           | 홍무경 1908~1997          | 홍무경 1908~1997          | 홍무경 1908~1997      | 홍무경 1908~1997      | 홍무경 1908~1997      | 홍무경 1908~1997      |                       |                       |                       |                       |                       |                       |                           |                           |                           |                           |                           |                           |                       |                       |                       |                       |              |              |              |              |  |  |                           |                           |                           |                           |                           |                           |
|              |              |              |              |              |              |  |  |                  |                  |                  |                  |                           |                           |                           |                           |                           |                           |                           |                           |                           |                           |                       |                       |                       |                       |                       |                       |                       |                       |                       |                       |                           |                           |                           |                           |                           |                           |                       |                       |                       |                       |              |              |              |              |  |  |                           |                           |                           |                           |                           |                           |
|              |              |              |              |              |              |  |  |                  |                  |                  |                  |                           |                           |                           |                           |                           |                           |                           |                           |                           |                           |                       |                       |                       |                       |                       |                       |                       |                       |                       |                       |                           |                           |                           |                           |                           |                           |                       |                       |                       |                       |              |              |              |              |  |  |                           |                           |                           |                           |                           |                           |
| 김진동 1927~ | 김진동 1927~ | 김진동 1927~ | 김진동 1927~ | 김진동 1927~ | 김진동 1927~ |  |  | 김익동 1930~2022 | 김익동 1930~2022 | 김익동 1930~2022 | 김익동 1930~2022 | 김익동 1930~2022          | 김익동 1930~2022          |                           |                           | 김복동 (金復東) 1933~2000 | 김복동 (金復東) 1933~2000 | 김복동 (金復東) 1933~2000 | 김복동 (金復東) 1933~2000 | 김복동 (金復東) 1933~2000 | 김복동 (金復東) 1933~2000 |                       |                       | 김옥숙 (金玉淑) 1935~ | 김옥숙 (金玉淑) 1935~ | 김옥숙 (金玉淑) 1935~ | 김옥숙 (金玉淑) 1935~ | 김옥숙 (金玉淑) 1935~ | 김옥숙 (金玉淑) 1935~ |                       |                       | 노태우 (盧泰愚) 1932~2021 | 노태우 (盧泰愚) 1932~2021 | 노태우 (盧泰愚) 1932~2021 | 노태우 (盧泰愚) 1932~2021 | 노태우 (盧泰愚) 1932~2021 | 노태우 (盧泰愚) 1932~2021 |                       |                       | 김정숙 1937~          | 김정숙 1937~          | 김정숙 1937~ | 김정숙 1937~ | 김정숙 1937~ | 김정숙 1937~ |  |  | 금진호 (琴震鎬) 1932~2024 | 금진호 (琴震鎬) 1932~2024 | 금진호 (琴震鎬) 1932~2024 | 금진호 (琴震鎬) 1932~2024 | 금진호 (琴震鎬) 1932~2024 | 금진호 (琴震鎬) 1932~2024 |
| 김진동 1927~ | 김진동 1927~ | 김진동 1927~ | 김진동 1927~ | 김진동 1927~ | 김진동 1927~ |  |  | 김익동 1930~2022 | 김익동 1930~2022 | 김익동 1930~2022 | 김익동 1930~2022 | 김익동 1930~2022          | 김익동 1930~2022          |                           |                           | 김복동 (金復東) 1933~2000 | 김복동 (金復東) 1933~2000 | 김복동 (金復東) 1933~2000 | 김복동 (金復東) 1933~2000 | 김복동 (金復東) 1933~2000 | 김복동 (金復東) 1933~2000 |                       |                       | 김옥숙 (金玉淑) 1935~ | 김옥숙 (金玉淑) 1935~ | 김옥숙 (金玉淑) 1935~ | 김옥숙 (金玉淑) 1935~ | 김옥숙 (金玉淑) 1935~ | 김옥숙 (金玉淑) 1935~ |                       |                       | 노태우 (盧泰愚) 1932~2021 | 노태우 (盧泰愚) 1932~2021 | 노태우 (盧泰愚) 1932~2021 | 노태우 (盧泰愚) 1932~2021 | 노태우 (盧泰愚) 1932~2021 | 노태우 (盧泰愚) 1932~2021 |                       |                       | 김정숙 1937~          | 김정숙 1937~          | 김정숙 1937~ | 김정숙 1937~ | 김정숙 1937~ | 김정숙 1937~ |  |  | 금진호 (琴震鎬) 1932~2024 | 금진호 (琴震鎬) 1932~2024 | 금진호 (琴震鎬) 1932~2024 | 금진호 (琴震鎬) 1932~2024 | 금진호 (琴震鎬) 1932~2024 | 금진호 (琴震鎬) 1932~2024 |
|              |              |              |              |              |              |  |  |                  |                  |                  |                  |                           |                           |                           |                           |                           |                           |                           |                           |                           |                           |                       |                       |                       |                       |                       |                       |                       |                       |                       |                       |                           |                           |                           |                           |                           |                           |                       |                       |                       |                       |              |              |              |              |  |  |                           |                           |                           |                           |                           |                           |
|              |              |              |              |              |              |  |  |                  |                  |                  |                  |                           |                           |                           |                           |                           |                           |                           |                           |                           |                           |                       |                       |                       |                       |                       |                       |                       |                       |                       |                       |                           |                           |                           |                           |                           |                           |                       |                       |                       |                       |              |              |              |              |  |  |                           |                           |                           |                           |                           |                           |
|              |              |              |              |              |              |  |  |                  |                  |                  |                  |                           |                           |                           |                           |                           |                           |                           |                           | 노소영 (盧素英) 1961~     | 노소영 (盧素英) 1961~     | 노소영 (盧素英) 1961~ | 노소영 (盧素英) 1961~ | 노소영 (盧素英) 1961~ | 노소영 (盧素英) 1961~ |                       |                       | 최태원 (崔泰源) 1960~ | 최태원 (崔泰源) 1960~ | 최태원 (崔泰源) 1960~ | 최태원 (崔泰源) 1960~ | 최태원 (崔泰源) 1960~     | 최태원 (崔泰源) 1960~     |                           |                           | 노재헌 (盧載憲) 1965~     | 노재헌 (盧載憲) 1965~     | 노재헌 (盧載憲) 1965~ | 노재헌 (盧載憲) 1965~ | 노재헌 (盧載憲) 1965~ | 노재헌 (盧載憲) 1965~ |              |              |              |              |  |  |                           |                           |                           |                           |                           |                           |
|              |              |              |              |              |              |  |  |                  |                  |                  |                  |                           |                           |                           |                           |                           |                           |                           |                           | 노소영 (盧素英) 1961~     | 노소영 (盧素英) 1961~     | 노소영 (盧素英) 1961~ | 노소영 (盧素英) 1961~ | 노소영 (盧素英) 1961~ | 노소영 (盧素英) 1961~ |                       |                       | 최태원 (崔泰源) 1960~ | 최태원 (崔泰源) 1960~ | 최태원 (崔泰源) 1960~ | 최태원 (崔泰源) 1960~ | 최태원 (崔泰源) 1960~     | 최태원 (崔泰源) 1960~     |                           |                           | 노재헌 (盧載憲) 1965~     | 노재헌 (盧載憲) 1965~     | 노재헌 (盧載憲) 1965~ | 노재헌 (盧載憲) 1965~ | 노재헌 (盧載憲) 1965~ | 노재헌 (盧載憲) 1965~ |              |              |              |              |  |  |                           |                           |                           |                           |                           |                           |

- 시계(媤系)

|                       |                       |                           |                           |                           |                           |                           |                           |                       |                       |                       |                       | 노병수 (盧秉壽) 1901~1940 | 노병수 (盧秉壽) 1901~1940 | 노병수 (盧秉壽) 1901~1940 | 노병수 (盧秉壽) 1901~1940 | 노병수 (盧秉壽) 1901~1940 | 노병수 (盧秉壽) 1901~1940 |                       |                       | 김태향 (金泰香) 1907~1999 | 김태향 (金泰香) 1907~1999 | 김태향 (金泰香) 1907~1999 | 김태향 (金泰香) 1907~1999 | 김태향 (金泰香) 1907~1999 | 김태향 (金泰香) 1907~1999 |              |              |              |              |              |              |
|                       |                       |                           |                           |                           |                           |                           |                           |                       |                       |                       |                       | 노병수 (盧秉壽) 1901~1940 | 노병수 (盧秉壽) 1901~1940 | 노병수 (盧秉壽) 1901~1940 | 노병수 (盧秉壽) 1901~1940 | 노병수 (盧秉壽) 1901~1940 | 노병수 (盧秉壽) 1901~1940 |                       |                       | 김태향 (金泰香) 1907~1999 | 김태향 (金泰香) 1907~1999 | 김태향 (金泰香) 1907~1999 | 김태향 (金泰香) 1907~1999 | 김태향 (金泰香) 1907~1999 | 김태향 (金泰香) 1907~1999 |              |              |              |              |              |              |
|                       |                       |                           |                           |                           |                           |                           |                           |                       |                       |                       |                       |                           |                           |                           |                           |                           |                           |                       |                       |                           |                           |                           |                           |                           |                           |              |              |              |              |              |              |
|                       |                       |                           |                           |                           |                           |                           |                           |                       |                       |                       |                       |                           |                           |                           |                           |                           |                           |                       |                       |                           |                           |                           |                           |                           |                           |              |              |              |              |              |              |
|                       |                       | 노태우 (盧泰愚) 1932~2021 | 노태우 (盧泰愚) 1932~2021 | 노태우 (盧泰愚) 1932~2021 | 노태우 (盧泰愚) 1932~2021 | 노태우 (盧泰愚) 1932~2021 | 노태우 (盧泰愚) 1932~2021 |                       |                       |                       |                       |                           |                           | 김옥숙 (金玉淑) 1935~     | 김옥숙 (金玉淑) 1935~     | 김옥숙 (金玉淑) 1935~     | 김옥숙 (金玉淑) 1935~     | 김옥숙 (金玉淑) 1935~ | 김옥숙 (金玉淑) 1935~ |                           |                           |                           |                           |                           |                           | 노재우 1937~ | 노재우 1937~ | 노재우 1937~ | 노재우 1937~ | 노재우 1937~ | 노재우 1937~ |
|                       |                       | 노태우 (盧泰愚) 1932~2021 | 노태우 (盧泰愚) 1932~2021 | 노태우 (盧泰愚) 1932~2021 | 노태우 (盧泰愚) 1932~2021 | 노태우 (盧泰愚) 1932~2021 | 노태우 (盧泰愚) 1932~2021 |                       |                       |                       |                       |                           |                           | 김옥숙 (金玉淑) 1935~     | 김옥숙 (金玉淑) 1935~     | 김옥숙 (金玉淑) 1935~     | 김옥숙 (金玉淑) 1935~     | 김옥숙 (金玉淑) 1935~ | 김옥숙 (金玉淑) 1935~ |                           |                           |                           |                           |                           |                           | 노재우 1937~ | 노재우 1937~ | 노재우 1937~ | 노재우 1937~ | 노재우 1937~ | 노재우 1937~ |
|                       |                       |                           |                           |                           |                           |                           |                           |                       |                       |                       |                       |                           |                           |                           |                           |                           |                           |                       |                       |                           |                           |                           |                           |                           |                           |              |              |              |              |              |              |
|                       |                       |                           |                           |                           |                           |                           |                           |                       |                       |                       |                       |                           |                           |                           |                           |                           |                           |                       |                       |                           |                           |                           |                           |                           |                           |              |              |              |              |              |              |
| 노소영 (盧素英) 1961~ | 노소영 (盧素英) 1961~ | 노소영 (盧素英) 1961~     | 노소영 (盧素英) 1961~     | 노소영 (盧素英) 1961~     | 노소영 (盧素英) 1961~     |                           |                           | 최태원 (崔泰源) 1960~ | 최태원 (崔泰源) 1960~ | 최태원 (崔泰源) 1960~ | 최태원 (崔泰源) 1960~ | 최태원 (崔泰源) 1960~     | 최태원 (崔泰源) 1960~     |                           |                           | 노재헌 (盧載憲) 1965~     | 노재헌 (盧載憲) 1965~     | 노재헌 (盧載憲) 1965~ | 노재헌 (盧載憲) 1965~ | 노재헌 (盧載憲) 1965~     | 노재헌 (盧載憲) 1965~     |                           |                           |                           |                           |              |              |              |              |              |              |
| 노소영 (盧素英) 1961~ | 노소영 (盧素英) 1961~ | 노소영 (盧素英) 1961~     | 노소영 (盧素英) 1961~     | 노소영 (盧素英) 1961~     | 노소영 (盧素英) 1961~     |                           |                           | 최태원 (崔泰源) 1960~ | 최태원 (崔泰源) 1960~ | 최태원 (崔泰源) 1960~ | 최태원 (崔泰源) 1960~ | 최태원 (崔泰源) 1960~     | 최태원 (崔泰源) 1960~     |                           |                           | 노재헌 (盧載憲) 1965~     | 노재헌 (盧載憲) 1965~     | 노재헌 (盧載憲) 1965~ | 노재헌 (盧載憲) 1965~ | 노재헌 (盧載憲) 1965~     | 노재헌 (盧載憲) 1965~     |                           |                           |                           |                           |              |              |              |              |              |              |

## 그외 것들
- 경순왕(敬順王, 927. 11. ~ 935. 12. 12.)의 재종질 김선평(金宣平, 930. ~ ?.) 태사의 직계 후손으로 신라 왕실의 후손이다.

- 2021년 10월 26일, 노태우(盧泰愚, 1932. 12. 4. ~ 2021. 10. 26.) 대통령 서거 이후 노태우 전 대통령이 2006년 병상에서 천주교 세례를 받은 사실과 더불어 남편을 따라 2021년 4월, 천주교 세례를 받은 사실이 밝혀졌다. 이에 따라 노태우 대통령 입관식은 오웅진 신부의 주례 하에 천주교 예식으로 진행되었다.

- 1988년 2월 25일, 대관한 당일 취임식 직후 광주광역시를 찾아 극비리에 망월동 5.18 구묘역을 방문하여 학살된 사람들에 대한 희생에 대하여 참배했다.

- 1990년, 구세군에 5천만원을 기부, 2010년 모교인 경북여고에 5천만원을 기부하였다.

## 대중 매체
- 양미경 《제4공화국》1995년 - MBC 드라마
- 김해숙 《삼김시대》1998년 - SBS 드라마
- 송옥숙 《제5공화국》2005년 - MBC 드라마